# ウルリヒ・フォン・ブロックドルフ＝ランツァウ
ウルリヒ・フォン・ブロックドルフ＝ランツァウ伯爵（Ulrich Graf von Brockdorff-Rantzau、1869年5月29日 – 1928年9月8日）は、ドイツの政治家、外交官。1918年から1919年までヴァイマル共和国最初の外務大臣を務めた。その後は駐ソビエト連邦大使を務めた。

## 来歴
シュレースヴィヒ＝ホルシュタインの貴族の家系に、シュレースヴィヒで生まれる。1888年からヌーシャテルおよびフライブルクで法学を学び、1891年に第一次司法試験に合格し、また法学博士号を取得した。1891年から1893年は兵役に従事。負傷したため少尉で退役した。1894年にドイツ外務省に入省。最初の任地はブリュッセルだった。1897年にサンクトペテルブルクで領事見習となり、1901年に在ウィーンの副領事に任命された。1909年から1912年までブダペスト総領事を務めた。1912年、駐デンマーク大使に任命され、第一次世界大戦終了までその任にあり続けた。

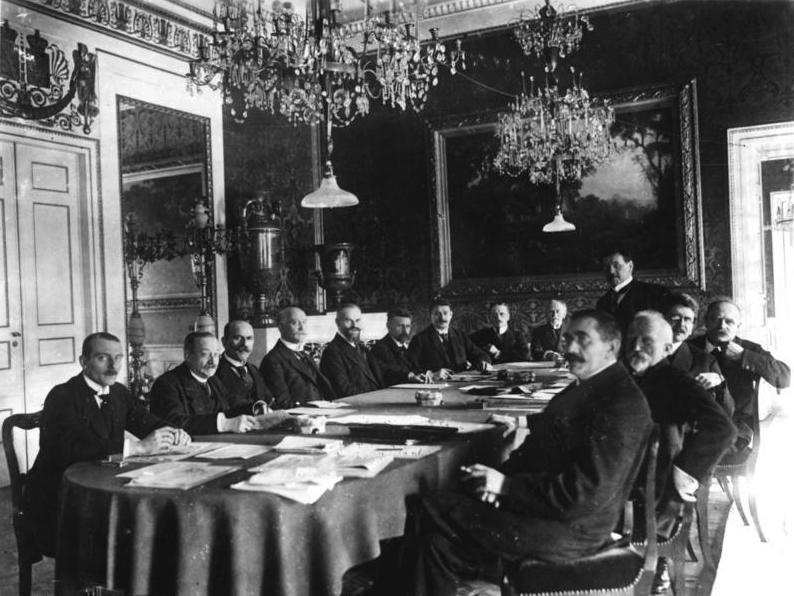
シャイデマン内閣最初の閣議。テーブルの一番奥左側がブロックドルフ＝ランツァウ外相（1919年2月13日）

ドイツ革命後の1918年12月、当初は渋っていたもののヴァイマル共和国の国務長官に就任、1919年2月からはそのままシャイデマン内閣の外務大臣に留任した。貴族かつ民主主義者として、さまざまな勢力が競合し混乱する国内をまとめる責務を負っていた。しかしドイツに対して過酷な内容（231条、戦争責任条項、英: War Guilt Clause）であったヴェルサイユ条約への調印を「ドイツに対する犯罪行為」として拒絶し、同年6月にシャイデマン内閣とともに総辞職した。
その後2年間は新生の共和国の外交問題にたびたび声明を出し、和平条約の再交渉を要求していた。ドイツとソビエト連邦の接近自体には賛成していたものの、ラパッロ条約の調印は西欧列強との交渉を妨げるとして反対した。1922年11月に駐モスクワ大使に任命された。ソ連との友好関係樹立に尽力する一方、ソ連への過度の依存を避けようとした。特に両国の軍事協力には反対し、積極的な軍部との衝突を招いた。大使として1926年のベルリン条約を実現した。1928年、ベルリン訪問中に急死した。